# Olympische Sommerspiele 2012/Teilnehmer (Kuwait)
| Gelbes Symbol für Goldmedaillen mit stilisierten Olympischen Ringen | Graues Symbol für Silbermedaillen mit stilisierten Olympischen Ringen | Braundes Symbol für Bronzemedaillen mit stilisierten Olympischen Ringen |
| ------------------------------------------------------------------- | --------------------------------------------------------------------- | ----------------------------------------------------------------------- |
| —                                                                   | —                                                                     | 1                                                                       |

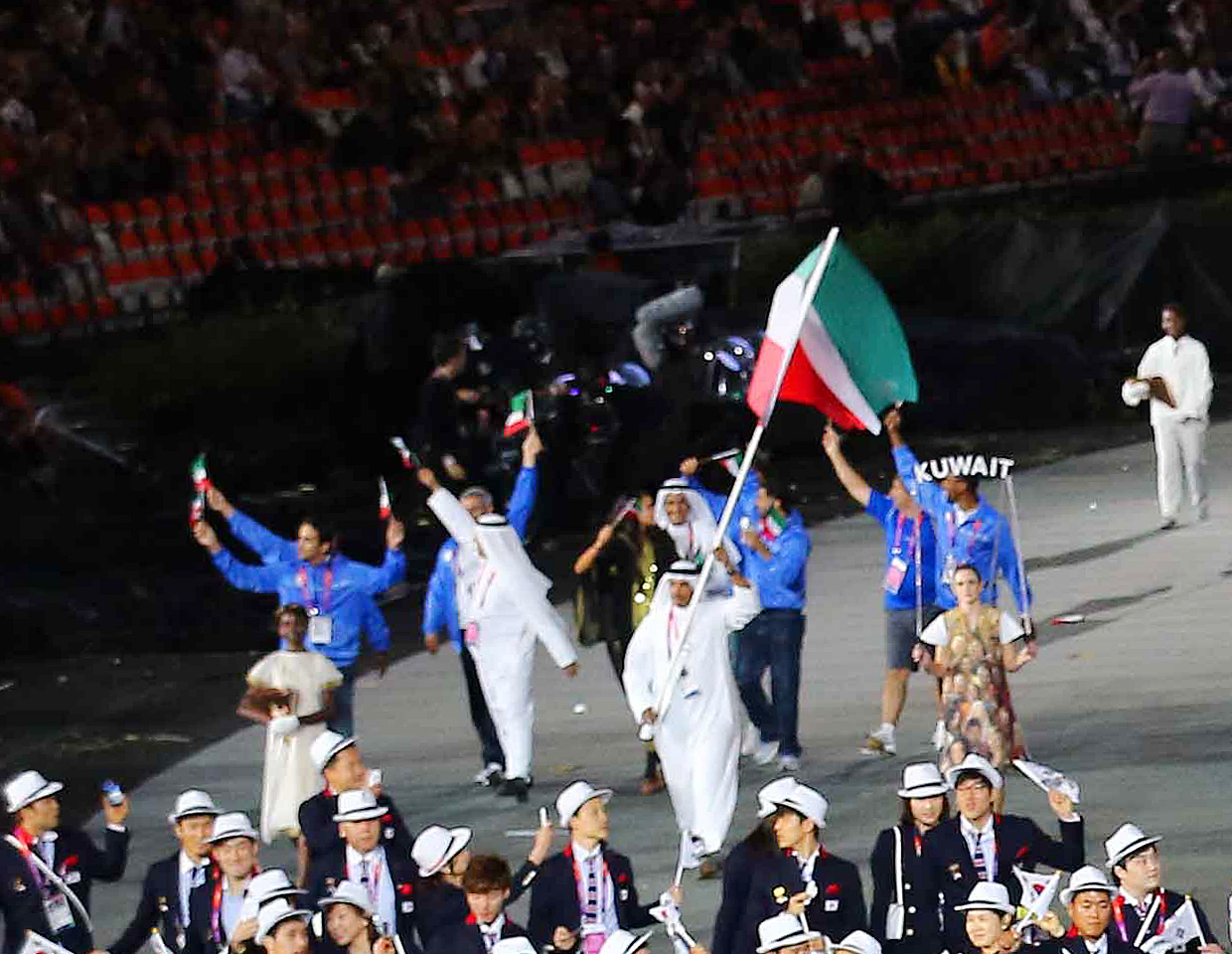

Kuwait nahm in London an den Olympischen Spielen 2012 teil. Es war die insgesamt zwölfte Teilnahme an Olympischen Sommerspielen. Vom kuwaitischen NOC al-Ladschna al-ulimbiyya al-kuwaitiyya wurden elf Athleten in vier Sportarten nominiert.
Zunächst war geplant, dass die kuwaitischen Athleten als unabhängige Olympiateilnehmer unter olympischer Flagge starten. Wenige Tage vor Ende der Meldefrist hob das IOC die seit 2010 geltende Suspendierung des kuwaitischen NOKs jedoch auf und ermöglichte die Teilnahme mit offizieller Delegation.

## Teilnehmer nach Sportarten

### Leichtathletik
Laufen und Gehen
| Athleten            | Wettbewerb   | Vorlauf          | Vorlauf          | Halbfinale       | Halbfinale       | Finale           | Finale           | Rang             |
| Athleten            | Wettbewerb   | Zeit             | Rang             | Zeit             | Rang             | Zeit             | Rang             | Rang             |
| ------------------- | ------------ | ---------------- | ---------------- | ---------------- | ---------------- | ---------------- | ---------------- | ---------------- |
| Frauen              |              |                  |                  |                  |                  |                  |                  |                  |
| Saisabeel al-Sayyar | 100 m        | nicht angetreten | nicht angetreten | nicht angetreten | nicht angetreten | nicht angetreten | nicht angetreten | nicht angetreten |
| Männer              |              |                  |                  |                  |                  |                  |                  |                  |
| Mohammad al-Azemi   | 800 m        | disqualifiziert  | disqualifiziert  | ausgeschieden    | ausgeschieden    | ausgeschieden    | ausgeschieden    | ausgeschieden    |
| Fawaz al-Shammari   | 110 m Hürden | 14,00 s          | 41.              | ausgeschieden    | ausgeschieden    | ausgeschieden    | ausgeschieden    | 41.              |

Springen und Werfen
| Athleten               | Wettbewerb | Qualifikation | Qualifikation | Finale        | Finale        | Rang |
| Athleten               | Wettbewerb | Weite/Höhe    | Rang          | Weite/Höhe    | Rang          | Rang |
| ---------------------- | ---------- | ------------- | ------------- | ------------- | ------------- | ---- |
| Männer                 |            |               |               |               |               |      |
| Ali Mohamed al-Zankawi | Hammerwurf | 73,40 m       | 18.           | ausgeschieden | ausgeschieden | 18.  |

### Schießen
| Athleten                    | Wettbewerb                           | Qualifikation | Qualifikation | Finale | Finale | Ringe | Rang |
| Athleten                    | Wettbewerb                           | Ringe         | Rang          | Ringe  | Rang   | Ringe | Rang |
| --------------------------- | ------------------------------------ | ------------- | ------------- | ------ | ------ | ----- | ---- |
| Frauen                      |                                      |               |               |        |        |       |      |
| Maryam Arzouqi              | Luftgewehr 10 m                      | 393           | 28            | –      | –      | 393   | 28   |
| Maryam Arzouqi              | Kleinkaliber Dreistellungskampf 50 m |               |               |        |        |       |      |
| Männer                      |                                      |               |               |        |        |       |      |
| Fehaid al-Deehani Bronze () | Trap                                 | 124           | 2             | 21     | 3      | 145   | 3    |
| Fehaid al-Deehani           | Doppeltrap                           | 140           | 3             | 45     | 4      | 185   | 4    |
| Abdullah al-Rashidi         | Skeet                                |               |               |        |        |       |      |

### Schwimmen
| Athleten         | Wettbewerb          | Vorlauf     | Vorlauf | Halbfinale    | Halbfinale    | Finale        | Finale        | Rang |
| Athleten         | Wettbewerb          | Zeit        | Rang    | Zeit          | Rang          | Zeit          | Rang          | Rang |
| ---------------- | ------------------- | ----------- | ------- | ------------- | ------------- | ------------- | ------------- | ---- |
| Frauen           |                     |             |         |               |               |               |               |      |
| Fai Hussain      | 50 m Freistil       | 27,92 s     | 48      | ausgeschieden | ausgeschieden | ausgeschieden | ausgeschieden | 48   |
| Männer           |                     |             |         |               |               |               |               |      |
| Yousef al-Askari | 200 m Schmetterling | 2:05,41 min | 36      | ausgeschieden | ausgeschieden | ausgeschieden | ausgeschieden | 36   |

### Tischtennis
| Männer           |        |              |       |                |       |               |               |               |               |               |               |               |               |               |               |               |               |               |               |
| Ibrahem al-Hasan | Einzel | Saheed Idowu | 4 : 2 | Paul Drinkhall | 0 : 4 | ausgeschieden | ausgeschieden | ausgeschieden | ausgeschieden | ausgeschieden | ausgeschieden | ausgeschieden | ausgeschieden | ausgeschieden | ausgeschieden | ausgeschieden | ausgeschieden | ausgeschieden | ausgeschieden |